# AEW Maximum Carnage
AEW Maximum Carnage será un especial de televisión que se transmitirá en vivo el 15 de enero de 2025 por el canal televisivo estadounidense TBS y el servicio de streaming Max como especial del programa de televisión semanal Dynamite y Collision (emitiendose el 18 de enero), desde el Andrew J. Brady Music Center en Cincinnati, Ohio. 

## Producción
El 5 de diciembre de 2024, All Elite Wrestling (AEW) presentó la marca registrada «Maximum Carnage». El 23 de diciembre, la compañía anunció que Maximum Carnage sería un especial de televisión de dos partes, primero se emitirá como un episodio especial del programa semanal Dynamite, y luego como un episodio especial de Collision (emitiendose el 18 de enero). El evento se llevará a cabo el 15 de enero de 2025 en el Andrew J. Brady Music Center en Cincinnati, Ohio.

## Resultados

### Dynamite: 15 de enero
- Kenny Omega derrotó a Brian Cage (con Don Callis).
  - Omega cubrió a Cage después de un «One Winged Angel».
  - Después de la lucha, Don Callis Family (Kyle Fletcher, Lance Archer & Konosuke Takeshita) atacaron a Omega, pero fueron detenidos por Will Ospreay, siendo superado en número.
- The Hurt Syndicate (Bobby Lashley, Shelton Benjamin & MVP) derrotó a Mark Briscoe & Private Party (Isiah Kassidy & Marq Quen).
  - Benjamin cubrió a Quen después de un «Superkick».
- Hook derrotó a Christian Cage (con Shayna Wayne) por descalificación.
  - El árbitro descalificó a Cage después que Nick Wayne y Kip Sabian atacaran a Hook.
  - Durante la lucha, Nick, Shayna y Sabian interfirieron a favor de Cage, mientras que Katsuyori Shibata lo hizo a favor de Hook.
  - Después de la lucha, Nick y Sabian atacaron a Hook y Shibata, pero fueron detenidos por Samoa Joe quien hizo su regreso.
- Toni Storm ganó el Casino Gauntlet Match y obtuvo una oportunidad por el Campeonato Mundial Femenino de AEW en Grand Slam Australia.
  - Storm cubrió a Julia Hart con un «Roll-Up».
  - Las demás participantes fueron: Kris Statlander, Jamie Hayter, Megan Bayne, Willow Nightingale y Harley Cameron.
- Jon Moxley (con Marina Shafir) derrotó a Powerhouse Hobbs y retuvo el Campeonato Mundial de AEW.
  - Moxley forzó a Hobbs a rendirse con un «Bulldog Choke».
  - Durante la lucha, Shafir y Death Riders (Claudio Castagnoli, PAC & Wheeler Yuta) interfirió a favor de Moxley.
  - Después de la lucha, Death Riders atacó a Hobbs, pero fueron detenidos por Rated FTR (Cope, Cash Wheeler & Dax Harwood).

### Collision: 18 de enero
- «Hangman» Adam Page derrotó a Christopher Daniels en un Texas Death Match.
  - Page ganó la lucha después de que Daniels no pudiera levantarse antes de la cuenta de 10 después de un «Dead Eye» sobre una silla seguido de un «Buckshot Lariat».
- The Undisputed Kingdom (Adam Cole, Roderick Strong & Kyle O'Reilly) derrotaron a Shane Taylor Promotions (Lee Moriarty, Carlie Bravo & Shawn Dean).
  - O'Reilly cubrió a Dean después de un «Chasing The Dragon».
  - Después de la lucha, Shane Taylor atacó a The Undisputed Kingdom, pero fueron detenidos por «Daddy Magic» Matt Menard y Daniel Garcia.
- Murder Machines (Lance Archer & Brian Cage) derrotaron a Top Flight (Dante Martin & Darius Martin).
  - Archer cubrió a Dante después de un «Blackout».
  - Después de la lucha, Action Andretti & Lio Rush atacaron a Top Flight.
- Kazuchika Okada derrotó a Tomohiro Ishii y retuvo el Campeonato Continental de AEW.
  - Okada cubrió a Ishii después de un «Rainmaker».
- Dustin Rhodes derrotó a Adam Priest.
  - Rhodes cubrió a Priest después de dos «Final Cut».
- Julia Hart derrotó a Harley Cameron.
  - Hart forzó a Cameron a rendirse con un «Hartless Hold».
- Rated FTR (Cope, Cash Wheeler & Dax Harwood), Powerhouse Hobbs & The Outrunners (Turbo Floyd & Truth Magnum) derrotaron a Death Riders (Jon Moxley, Claudio Castagnoli & Wheeler Yuta) & The Learning Tree (Chris Jericho, Big Bill & Bryan Keith).
  - Hobbs cubrió a Keith después de un «Spinebuster».